# Zametopias trimeni
Zametopias trimeni là một loài nhện trong họ Thomisidae.
Loài này thuộc chi Zametopias. Zametopias trimeni được Eugène Simon miêu tả năm 1895.